# Robert-Koch-Park (Leipzig)

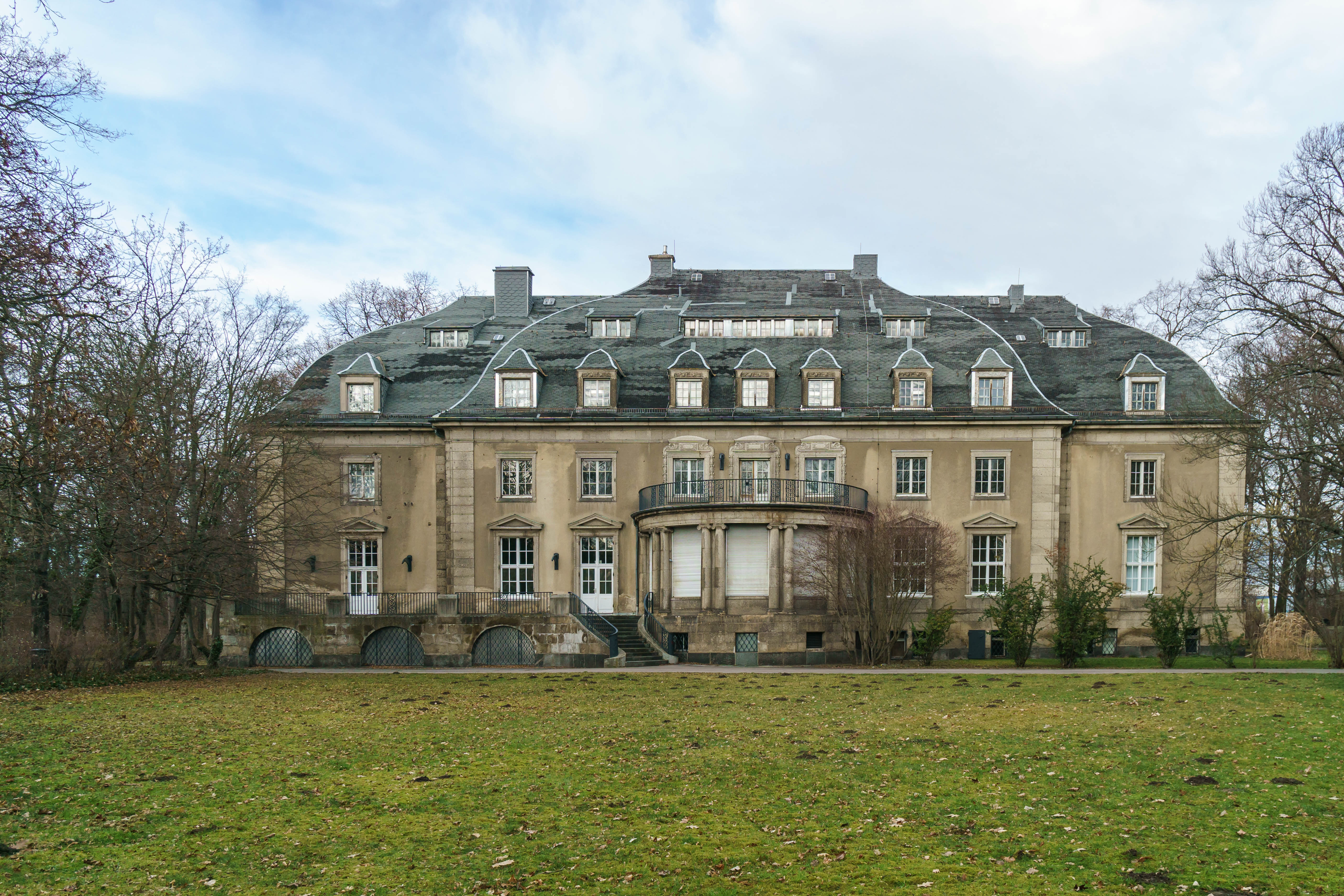
Parkschloss von Arthur Johlige, 2016

Der Robert-Koch-Park ist eine 1913 vollendete Parkanlage im Leipziger Ortsteil Grünau-Ost, die seit 1984 für die Öffentlichkeit zugänglich ist und auf deren Gelände sich das Robert-Koch-Klinikum als Außenstelle des Klinikums St. Georg befindet. Der Park soll ein Kultur-, Freizeit- und Bildungszentrum für die Einwohner in Grünau werden, die Sanierung soll im Jahr 2021 beginnen.

## Größe und Lage
Der mit Krankenhausgelände etwa 25 Hektar große Park befindet sich am südöstlichen Randgebiet Grünaus und grenzt hier an Kleinzschocher. Die Maße der kompletten Parkanlage betragen etwa 650 × 650 × 250 × 750 Meter. Nördlich wird sie durch die Grünauer Allee begrenzt, östlich durch die Straße am Park, südlich durch die Nikolai-Rumjanzew-Straße und südwestlich durch die Schönauer Straße. Die offizielle Adresse lautet Nikolai-Rumjanzew-Straße 100.

## Vorgeschichte

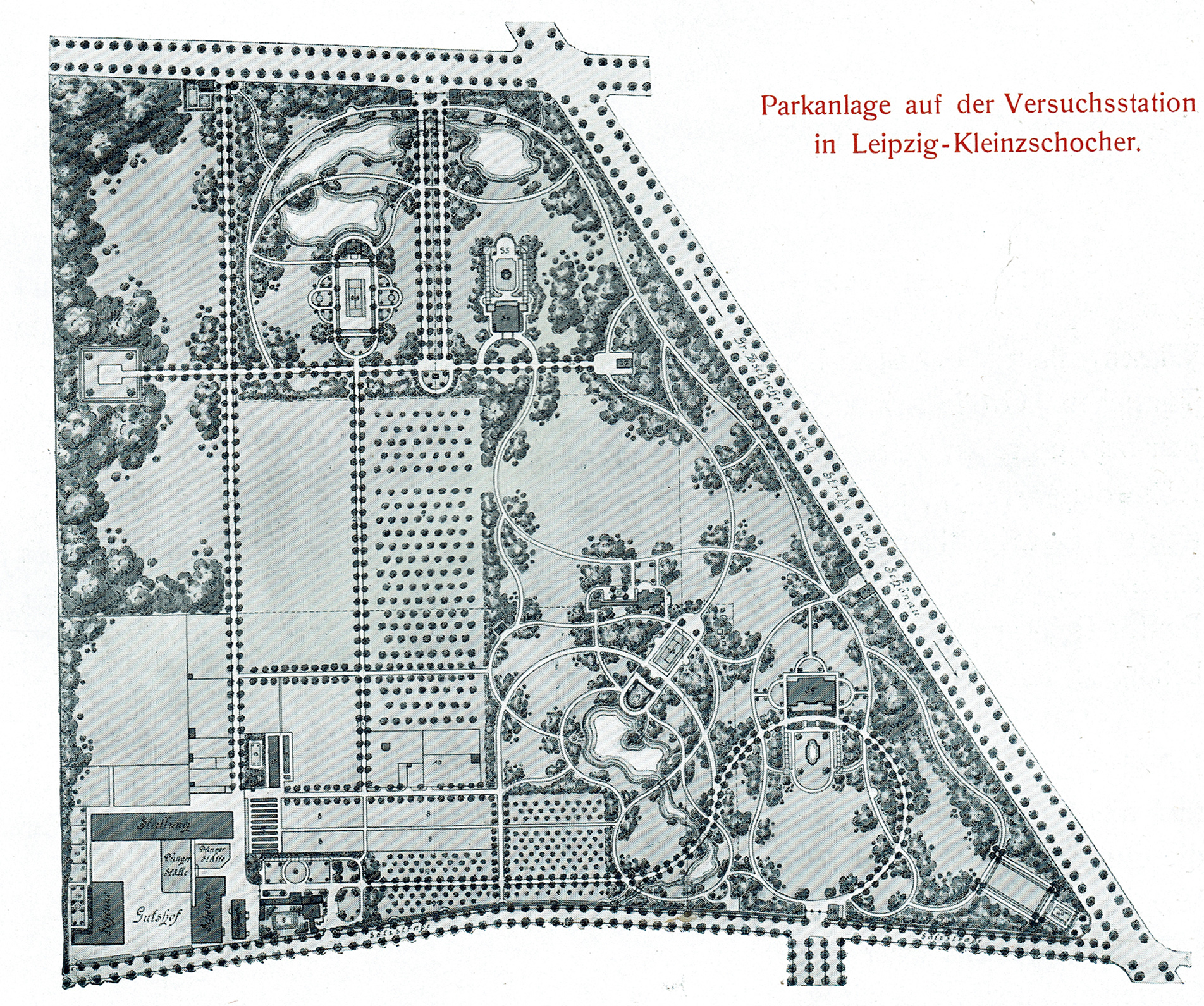
Plan 1913 (nicht genordet)

1888 errichtete der Leipziger Unternehmer Rudolph Sack für seine Landmaschinenfabrik an der Ecke Schönauer/Alte Salzstraße eine landwirtschaftliche Versuchsstation. Diese erstreckte sich mit etwa 13 Hektar bis zur heutigen Straße am Park und diente zur Erprobung und Präsentation der hergestellten Geräte. Dazu wurde ein künstliches Be- und Entwässerungsnetz unter dem Gelände sowie auf der Anlage eine über 500 Meter lange doppelspurige Gleisanlage für Feldbahnen und Dreschlokomotiven angelegt. Im nördlichen Teil der Versuchsstation befand sich ein Gutshof, der mit Stallungen für jeweils etwa 100 Kühe und Schweine, Scheune, Maschinenhaus, Wohnungen für die Gutsarbeiter sowie Gärten für Obst und Gemüse ausgestattet war.

## Geschichte
Zwischen 1910 und 1913 wurde das Gut rund um die Versuchsstation auf Initiative von Rudolf Sacks Sohn Paul Sack zum repräsentativen Landsitz der Unternehmerfamilie Sack mit einer Fläche von insgesamt 25 Hektar ausgebaut. Wolfgang Grundmann führte 1988 als Gesamtfläche der Parkanlage 15 Hektar an. Die Leipziger Architekten August Hermann Schmidt und Arthur Johlige zeichneten für die Entwürfe des Parks und der Bauten verantwortlich. Auf Johlige gehen das Parkschloss – auch Sack’sche Villa oder Landhaus genannt – und das Haupteingangsportal zurück. Daneben befanden sich in der ursprünglichen Anlage Gewächs- und Gartenhäuser, Wintergärten, eine Kegelbahn, mehrere Sportplätze, zwei Teiche und künstliche angelegte Bäche, ein Schwimmbecken mit Rutsche und Sprungbrett, Pavillons sowie ein kleiner Wildpark. Zum Baum- und Strauchbestand des Landschaftsparkes gehörten Linden, Eichen, Eiben, Ahorn und Rhododendron.

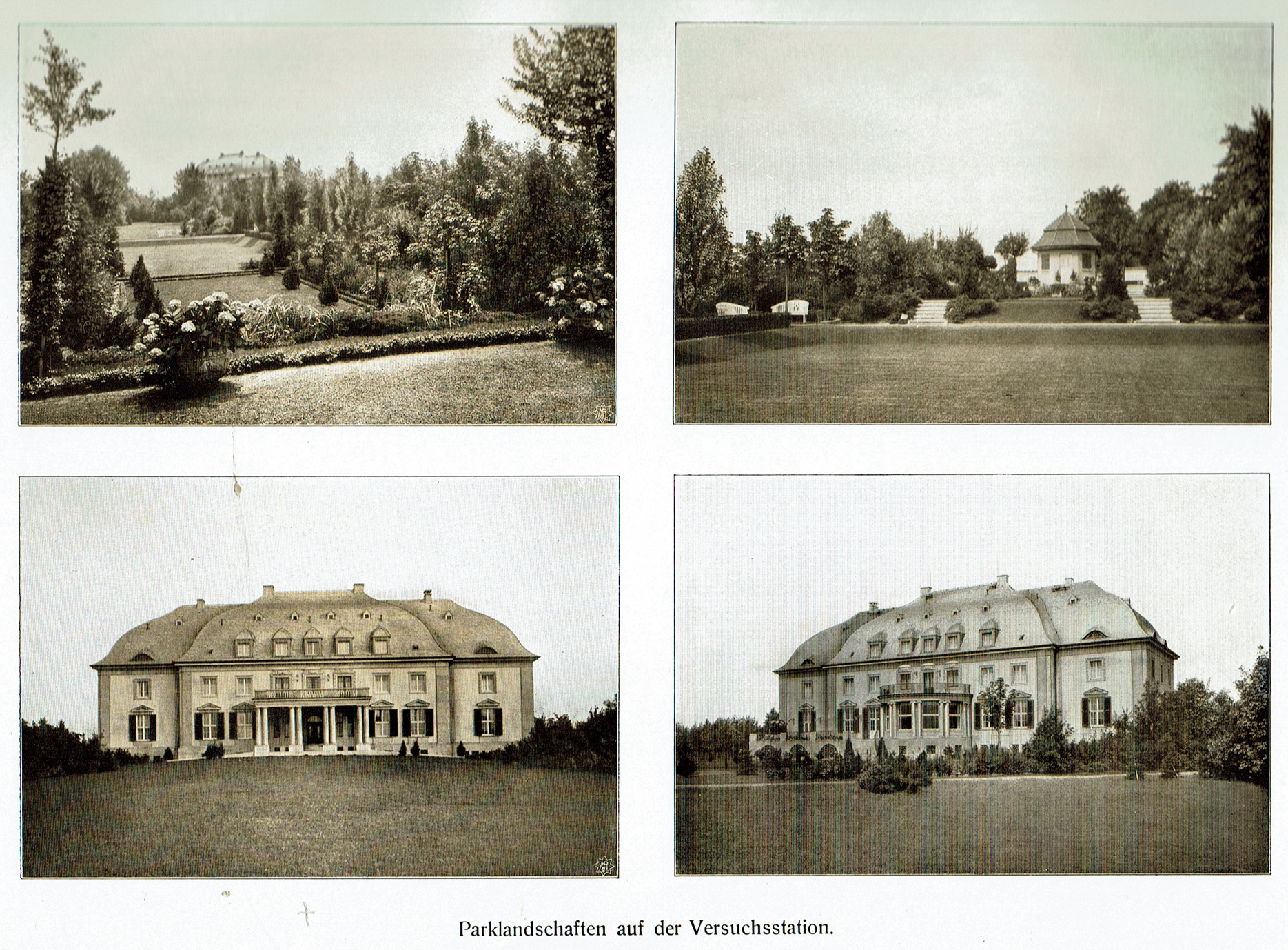
Ansicht 1913

Das nordwestlich gelegene Parkschloss war das Hauptgebäude des Parks und ist ein zweigeschossiger Bau mit geschwungenem Mansarddach und symmetrischer Fensteranordnung. Der Gebäudemitte sind nördlich ein Portikus und südlich in Richtung Parkseite ein von Säulen getragener Rundbau vorgelagert. Die größte Räumlichkeit im Gebäude ist ein über beide Geschosse reichender Festsaal im neoklassizistischen Stil. Der überwiegend mit Holz ausgekleidete Saal ist durch Pilaster mit Volutenkapitellen an den Längsseiten sowie durch eine leicht gewölbte Kassettendecke mit Blütenmalereien und große Kronleuchter gekennzeichnet.

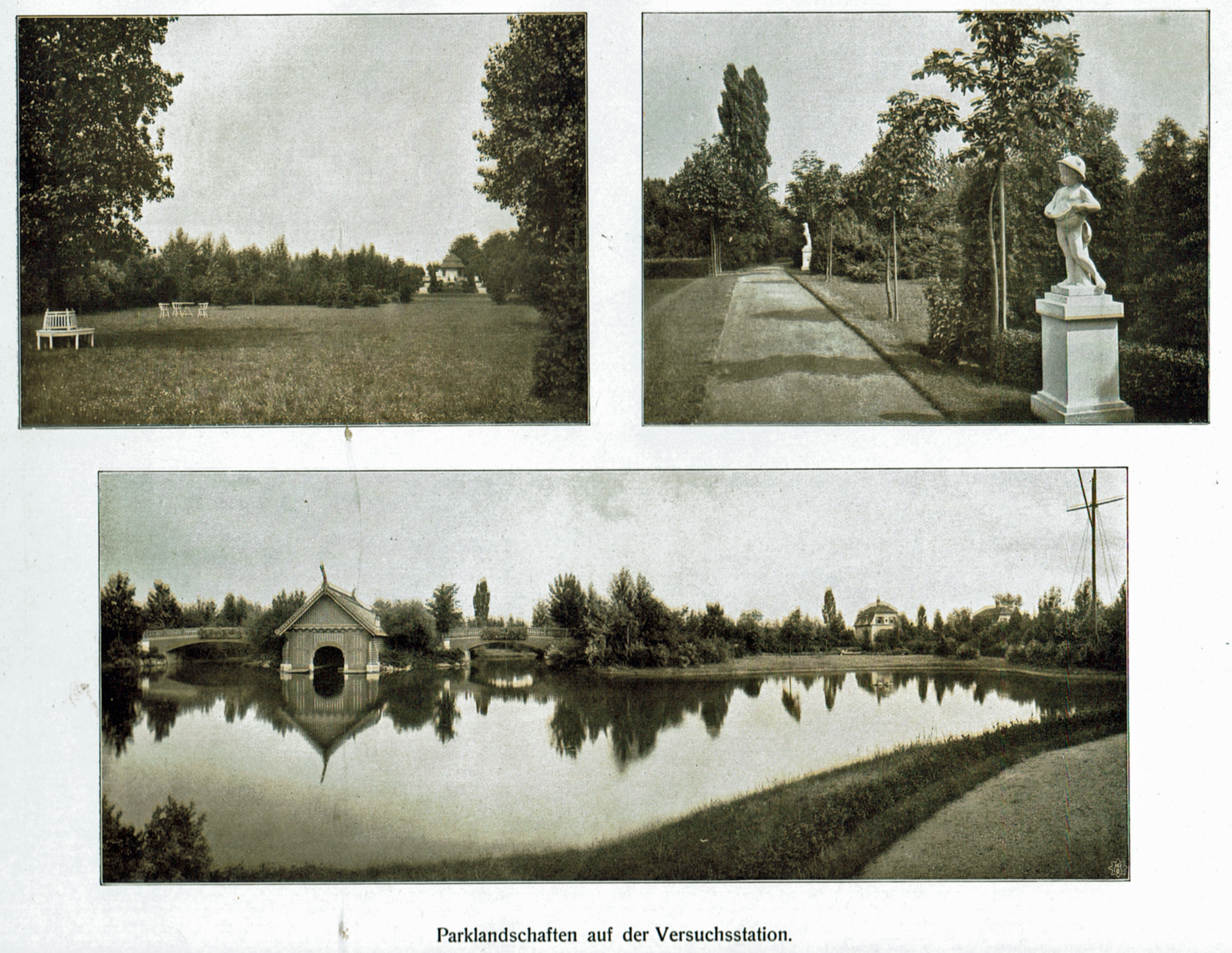
Ansicht 1913

Nach dem Volksentscheid in Sachsen 1946 wurde das Gelände 1947 der Stadt Leipzig übereignet. Am 23. Juni 1948 wurde nach Umbauarbeiten im Parkschloss ein Tuberkulosekurheim mit zunächst 40 Betten eröffnet. Mit der Eingliederung weiterer Gebäude auf dem Parkgelände entstand 1951 ein Krankenhaus zur Tuberkulosebeobachtung mit insgesamt 182 Betten. Nachdem im Vorjahr die Bettenkapazität auf 257 erweitert wurde, fungierte ab 1955 das Haus als Bezirkskrankenhaus für Lungenkrankheiten. 1960 begannen die Arbeiten für einen Neubau auf der östlichen Seite des Parks, wobei darauf geachtet wurde, dass denkmalgeschützte Anlagen und Gebäude im Park nicht beeinträchtigt wurden. Dazu mussten auf dem Gelände zahlreiche Drainagearbeiten erfolgen, Pumpwerke sowie ein Kesselhaus errichtet werden. Am 20. Oktober 1962 wurde der Neubau mit 184 Betten eingeweiht, am 1. Mai 1963 erhielt das Krankenhaus den Namen Robert-Koch-Klinik. Das Parkschloss selbst fungierte ab 1972 nicht mehr als Krankenhaus, bis zur Wende wurde es durch die Bezirksakademie des Gesundheits- und Sozialwesens genutzt. Seit 2000 ist die modernisierte Robert-Koch-Klinik eine Außenstelle des städtischen Klinikums St. Georg mit verschiedenen Behandlungsschwerpunkten, das Parkschloss kann als Veranstaltungslokalität gemietet werden.

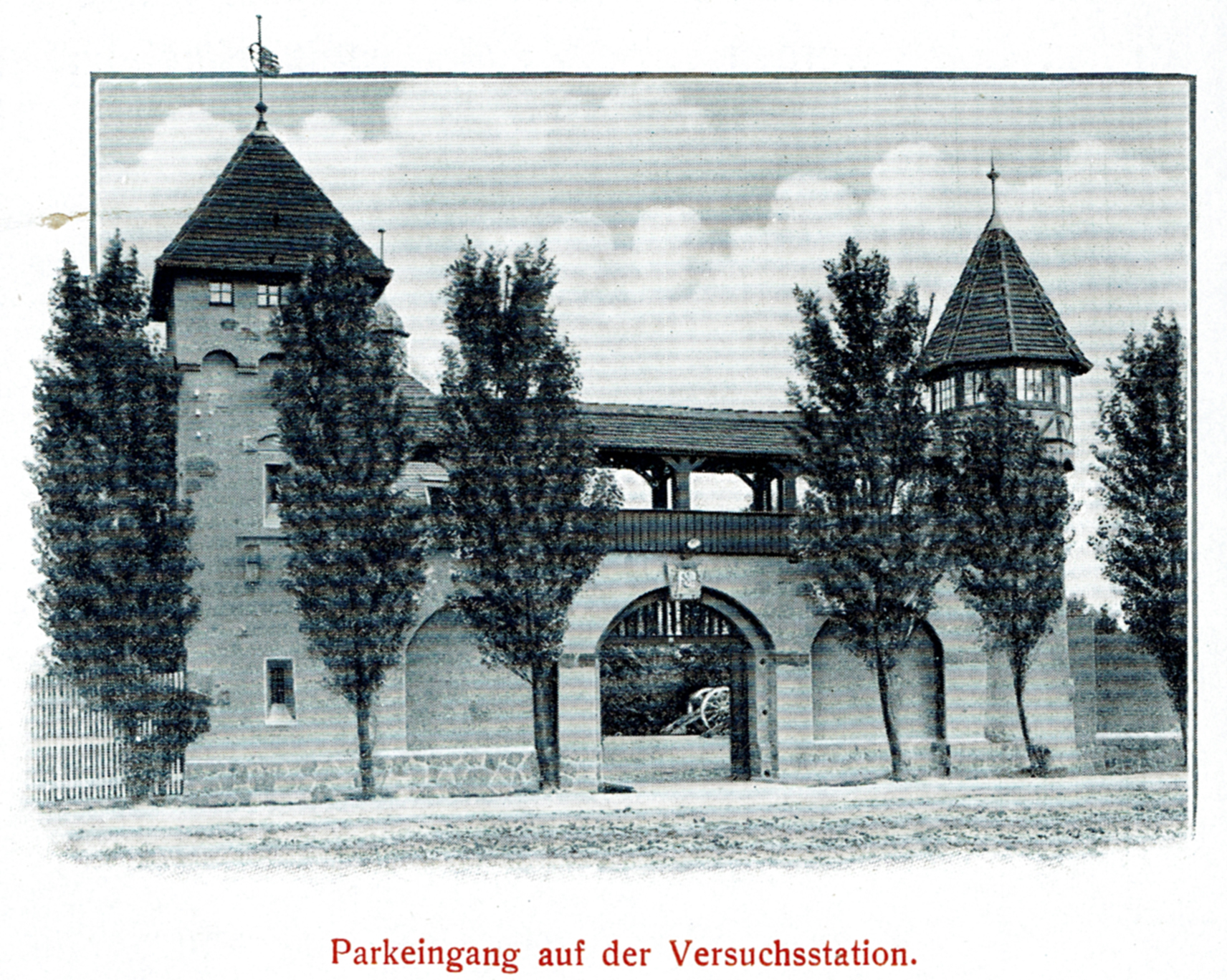
Eingang zur Versuchsstation, 1913

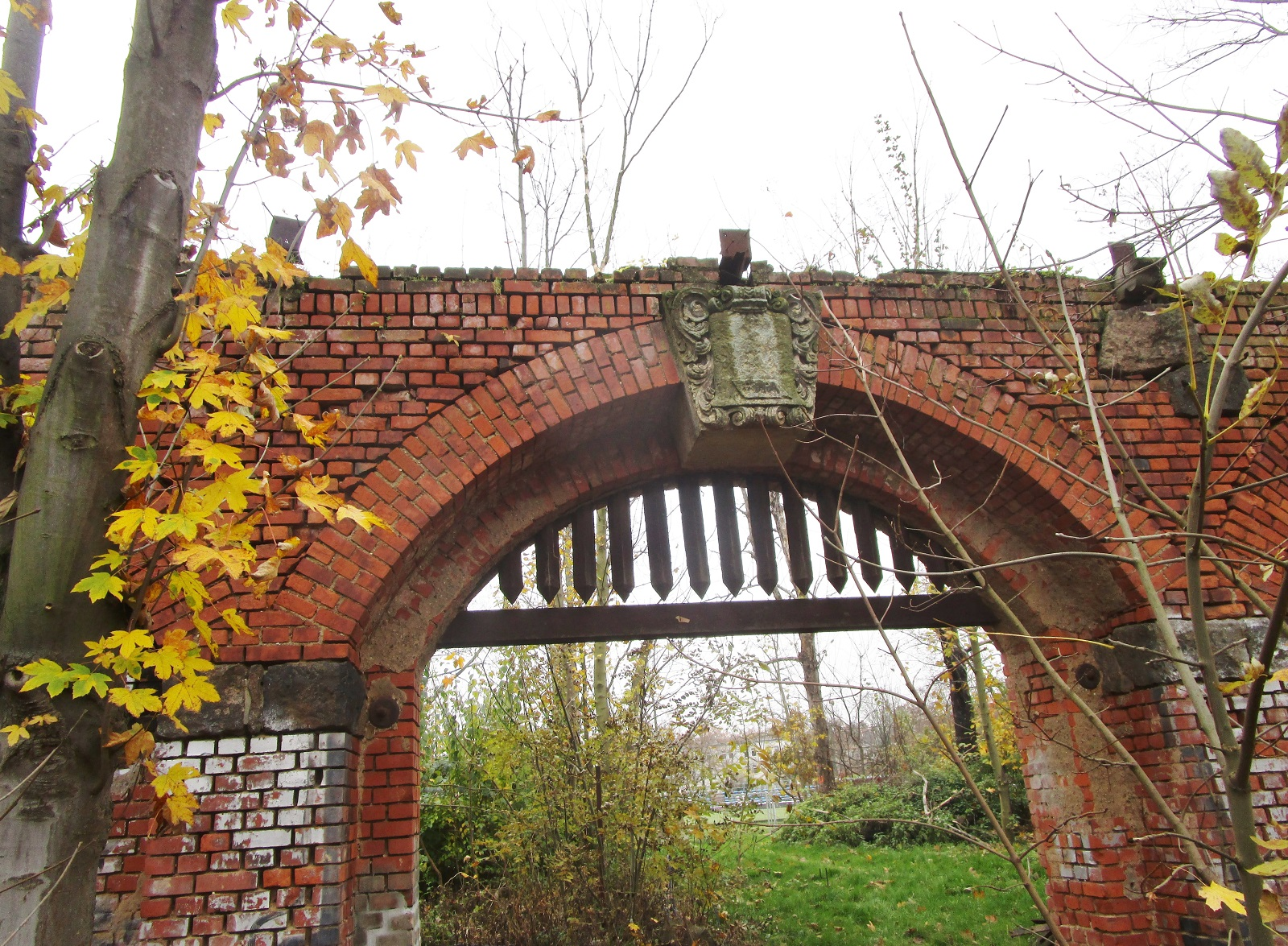
Zustand 2021

Das landwirtschaftliche Versuchsgut auf dem Gelände wurde bis zum Abbruch der Gebäude 1977 als Volksgut Kleinzschocher weiterverwendet, zudem nutzte das verstaatlichte Sacksche Nachfolgeunternehmen VEB Bodenbearbeitungsgeräte die Anlage als Erprobungsstelle. Bis in die 1990er Jahre hinein bestand als einziger Überrest des Versuchsgutes der nordöstliche Eingang des Parkes, heute gelegen in der Nähe der S-Bahn-Mitteldeutschland-Station Leipzig-Grünauer Allee. Das ruinöse mittelalterlich anmutende burgähnliche Gemäuer mit Türmen, Tor und Wehrgang wurde bereits 1981 vom Jugendclub in Grünau beräumt, um dort seinen Sitz zu haben. 1984 erhielt ein privater Betreiber den Zuschlag, das Gebäude als Parkgaststätte mit Erhalt der Torhausanlage zu betreiben. Allerdings verfiel das Gebäude in den kommenden Jahren zunehmend.
Im September 1979 fand im Park das 1. Leipziger Bildhauer-Pleinair statt, eine nationale Bildhauerwerkstatt unter freiem Himmel. 1982 entschied die Stadt Leipzig in Zusammenhang mit dem Anwachsen des neuen Stadtteils Grünau, das außerklinische Gelände des Parks für die Öffentlichkeit freizugeben. Das geschah am 5. Oktober 1984, die Anlage bekam den Namen Robert-Koch-Park. Sieben Plastiken, die 1985 im Rahmen des 3. Internationalen Bildhauer-Plainairs auf dem Agra-Gelände geschaffen wurden, wurden im Robert-Koch-Park aufgestellt.
Seit 2016 gibt es jährlich die städtische Veranstaltungsreihe Kultur im Schloßpark – als Maßnahme 2.2.3 „Qualifizierung des Robert-Koch-Parks für die öffentliche Nutzung“ des Stadtteilentwicklungskonzepts Leipzig-Grünau 2030. 2021 beschloss der Stadtrat eine Rückübertragung der Grundstücke an die Stadt; das Haus Steinstraße soll hierhin umziehen.

## Geschützte Einzeldenkmäler auf dem Areal (Auswahl, Stand 2014)
In der Liste der Kulturdenkmale im Freistaat Sachsen finden sich folgende Eintragungen:
- Hauptvilla (Parkschloss)
- zwei weitere Villen, davon eine mit Wirtschaftsgebäude und vier Torpfeilern
- umfriedeter Garten mit zwei Pavillons
- vier weitere Pavillons
- drei Pförtnerhäuser mit Toreinfahrten
- Parkanlage mit Teichen und drei Brücken
- Denkmal für Rudolph Sack
- Gedenkstein für die Familie Sack
- Ruine der ehemaligen landwirtschaftlichen Versuchsstation